# Sud´bodarowka
Sud´bodarowka (ros. Судьбодаровка) – wieś (sieło) w Rosji, w obwodzie orenburskim, w rejonie nowosiergijewskim. W 2010 liczyła 727 mieszkańców.